# Liste des chansons de Joe Dassin
Pour un article plus général, voir Joe Dassin.

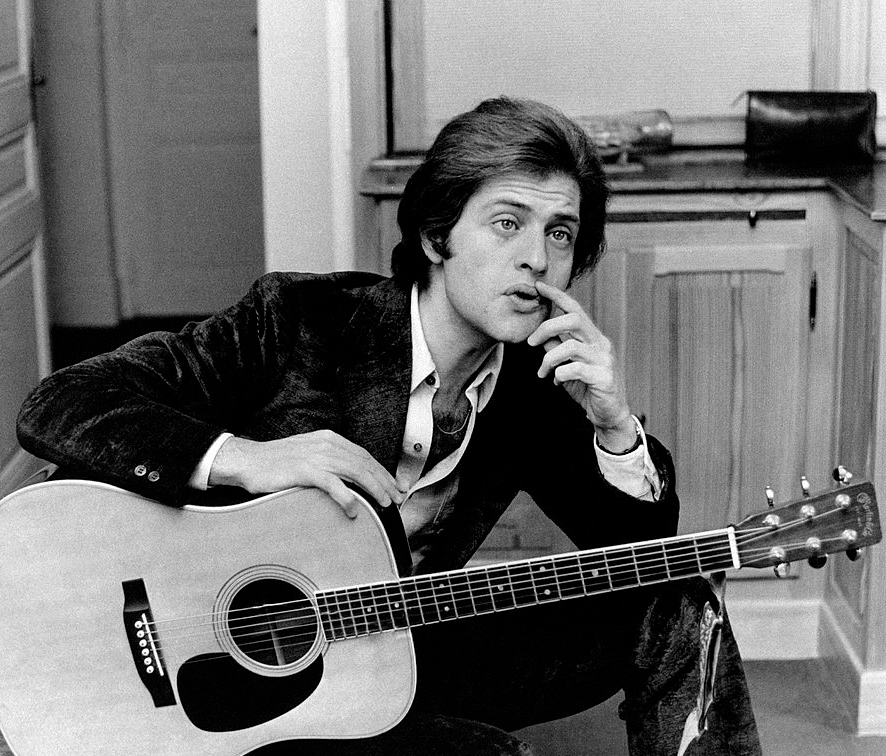
Joe Dassin dans les années 60

Joe Dassin a enregistré près de 300 chansons en français, espagnol, allemand, anglais, italien, grec et japonais.

## Discographie française  deJoe Dassin

### Années 1960

#### 1964
- Je change un peu de vent (Joe Dassin et Jean-Michel Rivat) et (Traditionnel)
- Il a plu (Cooper et Jean-Michel Rivat) et (Lee Hazlewood)
- Dis-moi, dis-lui Jean-Michel Rivat et Jean Renard)
- Ce n'est pas une fille (Hilliard et Pockriss et Jean-Michel Rivat)

#### 1965
- Je vais mon chemin (H.Ledbetter et Jean-Michel Rivat)
- Isabelle, prends mon chapeau (Tom Paxton, Jean-Michel Rivat et Maurice Fanon)
- Mâche ta chique (Bel Gibson, Jean-Michel Rivat et Maurice Fanon)
- Les jours s'en vont pareils (Joe Dassin et Jean-Michel Rivat)
- Bip bip (Gwen, Loudermilk, Erasmo Carlos, Jean-Michel Rivat
- Je n'ai que mes mains (Jackson Hamilton Savoy et Jean-Michel Rivat)
- Pas sentimental (Hazleood et Pierre Delanoë)
- Guantanamera (Marti, Traditionnel, Angulo, Seeger et Jean-Michel Rivat)

#### 1966
- Ça m'avance à quoi ? (Fricker et Georges Liferman)
- Combien de temps pour t'oublier ? (Paxton et Jean-Michel Rivat)
- Guantanamera (Marti, Traditionnel, Angulo, Seeger et Jean-Michel Rivat)
- Celle que j'oublie (Levitte, Monte et Jean-Michel Rivat)
- Comme la lune (Hazlewood et Jean-Michel Rivat)
- Petite mama (Charron et Jean-Michel Rivat)
- Joli minou (Joe Dassin, Georges Liferman et Jean-Michel Rivat)
- Dans la brume du matin (lightfoot et Jean-Michel Rivat)
- Vive moi ! (Keller, Blume et Georges Liferman)
- Katy cruel (Traditionnel)
- Excuse me lady (Jean-Michel Rivat et (A.Wayne)
- Le tricheur (Krenski et André Salvet)
- Work Song (Joe Dassin, Oscar Brown et Nat Adderley)
- Sometime lovin' (Schearston et Jean-Michel Rivat)

#### 1967
- Viens voir le loup (Joe Dassin, Jean-Michel Rivat) et Frank Thomas)
- Les Dalton (Joe Dassin, Jean-Michel Rivat et Frank Thomas)
- Pauvre doudou (The Smokes et Claude Lemesle)
- Tout bébé a besoin d'une maman (Joe Dassin, Jean-Michel Rivat et Frank Thomas)
- The last thing on my mind (Joe Dassin et Jean Musy)
- Saint James infirmary blues (Joe Dassin et Jean Musy)
- L'ombre d'un amour (Joe Dassin et Claude Lemesle)
- Paper heart (Joe Dassin) et (Jean-Michel Rivat)
- Marie-Jeanne (Ode to Billie Joe) (Bobbie Gentry, Jean-Michel Rivat et Frank Thomas)
- Hello hello ! (Mac Neil, Kreamer et Claude Lemesle)
- My funny Valentine (Rodgers et Hart)
- C'est un cœur de papier (Joe Dassin et Jean-Michel Rivat)
- Careless Love (Joe Dassin)
- You were on my mind (Joe Dassin)

#### 1968
- Siffler sur la colline (Pace, Panzeri, Pilat, Jean-Michel Rivat et Frank Thomas)
- La bande à Bonnot (Joe Dassin, Jean-Michel Rivat et Frank Thomas)
- Le temps des œufs au plat (Joe Dassin, Claude Lemesle et Richelle Dassin)
- Comment te dire ? (Livraghi, Pace, Panzeri, Jean-Michel Rivat et Frank Thomas)
- Ma bonne étoile (Panzeri, Pace et Pierre Delanoë)
- Plus je te vois, plus je te veux (Cason, Gayden, Jean-Michel Rivat et Frank Thomas)

#### 1969
- Le petit pain au chocolat (Del Trco, Bigazzi et Pierre Delanoë)
- Un peu comme toi (Nash et Richelle Dassin)
- Le chemin de papa (Joe Dassin et Pierre Delanoë)
- Les Champs-Élysées (Wilsh, deighan et Pierre Delanoë)
- Mon village du bout du monde (Joe Dassin et Pierre Delanoë)
- Mé qué mé qué (Charles Aznavour et Gilbert Bécaud
- La violette africaine (Joe Dassin et Richelle Dassin)
- Sunday times (Joe Dassin et Richelle Dassin)

#### 1970
- Billy le Bordelais (Joe Dassin et Pierre Delanoë)
- C'est la vie, Lily (Smith, Chin et Pierre Delanoë)
- La Fleur aux dents (Joe Dassin et Claude Lemesle)
- L'Équipe à Jojo (Claude Lemesle)
- C'est bon l'amour (N. Diamond, Pierre Delanoë et Claude Lemesle)
- Le Portugais (Joe Dassin, Richelle Dassin et Pierre Delanoë)
- Le Grand Parking (Mitchell et Claude Lemesle)
- Un garçon nommé Suzy (Silverstein et Pierre Delanoë)
- Au bout des rails (Pierre Delanoë et Neil Diamond)
- Un petit air de musique (Sommer et Richelle Dassin)
- La Luzerne (Joe Dassin et Pierre Delanoë)
- Un cadeau de papa (Joe Dassin et Claude Lemesle)
- Je la connais si bien (Joe Dassin et Pierre Delanoë)
- L'Amérique (Christie et Pierre Delanoë)
- Cécilia (Paul Simon et Pierre Delanoë)

#### 1971
- La Ligne de vie (Joe Dassin, Richelle Dassin et Claude Lemesle)
- La Mal-aimée du courrier du cœur (Wolfson, Richelle Dassin et Claude Lemesle)
- Bye bye Louis (Joe Dassin, Richelle Dassin et Claude Lemesle)
- Allez roulez! (Joe Dassin et Pierre Delanoë)
- Sylvie (Joe Dassin, Richelle Dassin et Claude Lemesle)
- Les Joies de la cuisine (Leis, Brown, Garthwaite, Dilenis et Claude Lemesle)
- Elle était... Oh! (Joe Dassin et Pierre Delanoë)
- Le Chanteur des rues (Joe Dassin, Richelle Dassin et Claude Lemesle)
- À la santé d'hier (Joe Dassin et Pierre Delanoë)
- Pauvre Pierrot (Joe Dassin et Pierre Delanoë)
- Si tu peux lire en moi (Gordon Lightfoot et Pierre Delanoë)
- Le général a dit (Michel Mallory, Alice Dona et Claude Lemesle)
- Es gibt Mädchen so zum träumen (Joe Dassin et Claude Lemesle)
- Fais la bise à ta maman (Joe Dassin, Claude Lemesle et Richelle Dassin)
- Mais la mer est toujours bleue (Joe Dassin et Pierre Delanoë)

#### 1972
- La Complainte de l'heure de pointe (Juwens, Jay, Richelle Dassin et Claude Lemesle)
- Un peu de paradis (Daniel Seff, Richard Seff et Claude Lemesle)
- Louisiana (Joe Dassin, Mat Camison et Pierre Delanoë)
- Julie, Julie (Joe Dassin et Pierre Delanoë)
- Le Roi du blues (Joe Dassin et Pierre Delanoë)
- Taka takata (Al Verlane, Richelle Dassin et Claude Lemesle)
- Le Moustique (Robbie Krieger, John Densmore, Ray Manzarek, Richelle Dassin et Claude Lemesle)
- Salut les amoureux (Arlo Guthrie, Richelle Dassin et Claude Lemesle)
- Ma nana (Joe Dassin et Pierre Delanoë)
- Vaya-na-cumana (Barry, Blum, Richelle Dassin et Claude Lemesle)
- C'est ma tournée (Daniel Vangarde), Richelle Dassin et Claude Lemesle)
- S'aimer sous la pluie (Joe Dassin et Pierre Delanoë)
- Le Cheval de fer (Christie, Richelle Dassin, Claude Lemesle
- Oh! Namba! (Daniel Vangarde, Claude Lemesle, Pierre Delanoë)
- Tourne tourne tourne (Joe Dassin, Claude Lemesle, Mario Panzeri)

#### 1973
- À chacun sa chanson (Van Morrison, Pierre Delanoë et Claude Lemesle)
- On s'en va (Joe Dassin, Pierre Delanoë et Claude Lemesle)
- Dédé le kid (Pierre Delanoë, Claude Lemesle et Daniel Vangarde)
- Pourquoi pas moi ? (Jim Croce, Pierre Delanoë et Claude Lemesle)
- Allons danser Valérie (Jack Downing, Pierre Delanoë et Claude Lemesle)
- Les Plus Belles Années de ma vie (Kevin Johnson, Pierre Delanoë et Claude Lemesle)
- La Dernière Page (George Slavin, Pierre Delanoë et Claude Lemesle)
- Qu'est-ce que j'ai pu faire hier soir (Joe Dassin, Pierre Delanoë et Claude Lemesle)
- Quand on a seize ans (Joe Dassin, Pierre Delanoë et Claude Lemesle)
- Oh là là (Joe Dassin, Pierre Delanoë et Claude Lemesle)
- Ton côté du lit (Claude Lemesle et Alice Dona)
- Quand on a du feu (Joe Dassin, Pierre Delanoë et Claude Lemesle)
- Fais-moi de l'électricité (Joe Dassin, Pierre Delanoë et Claude Lemesle)
- Je t'aime, je t'aime (Daniel Vangarde, Pierre Delanoë et Claude Lemesle)
- La Chanson des cigales (Joe Dassin et Claude Lemesle)
- We Ain't Makin' It (Joe Dassin)

#### 1974
- Si tu t'appelles Mélancolie (Shepstone, Bibbens, Pierre Delanoë et Claude Lemesle)
- Vade retro (Joe Dassin, Pierre Delanoë et Claude Lemesle)
- Messieurs les jurés (Billy Joel, Pierre Delanoë et Claude Lemesle)
- Six jours à la campagne (Hoyt Axton, Pierre Delanoë et Claude Lemesle)
- L'Amour etc. (Gordon Lightfoot, Pierre Delanoë et Claude Lemesle)
- Entre deux adieux (Joe Dassin, Cyril Assous, Pierre Delanoë et Claude Lemesle)
- Le Service militaire (Sanderson, Pierre Delanoë et Claude Lemesle)
- Annie de l'année dernière (Joe Dassin, Georges Chatelain, Pierre Delanoë et Claude Lemesle)
- Marie-Madeleine (Moeller, Parker, Pierre Delanoë et Claude Lemesle)
- Je te crois (Cyril Assous, Pierre Delanoë et Claude Lemesle)
- Ce n'est rien que du vent (Joe Dassin, Pierre Delanoë et Claude Lemesle)
- Ma dernière chanson pour toi (Alain Labacci, Pierre Delanoë et Claude Lemesle)
- C'est du mélo (Guy, Pierre Delanoë et Claude Lemesle)
- Crésus et Roméo (Alice Dona, Jean Claudric, en duo avec Carlos)
- Je te crois (Pierre Delanoë, Claude Lemesle et Cyril Assous)
- Si tu viens au monde (Bolden, Pierre Delanoë et Claude Lemesle)
- Sixteen Tons (Merle Travis)

#### 1975
- Et si tu n'existais pas (Pallavicini, Cutugno, Losito, Pierre Delanoë et Claude Lemesle)
- Il faut naître à Monaco (Joe Dassin, Pierre Delanoë et Claude Lemesle)
- Chanson triste (Bernard Estardy, Pierre Delanoë et Claude Lemesle)
- Le Costume blanc (Joe Dassin, Pierre Delanoë et Claude Lemesle)
- L'Albatros (Pallavicini, Cutugno, Tonet, Pierre Delanoë et Claude Lemesle)
- Alors qu'est-ce que c'est ? (Wonder, Pierre Delanoë et Claude Lemesle)
- Ça va pas changer le monde (Joe Dassin, Pierre Delanoë et Claude Lemesle)
- Salut (Pallavicini, Cutugno, Losito, Pierre Delanoë et Claude Lemesle)
- Carolina (Des Parton, Pierre Delanoë et Claude Lemesle)
- C'est la nuit (Hall, Pierre Delanoë et Claude Lemesle)
- Ma musique (Sutherland, Pierre Delanoë et Claude Lemesle)
- Piano mécanique (Claude Bolling, Pierre Delanoë et Claude Lemesle)
- I Can't Stop Loving You (Joe Dassin et Don Gibson)
- L'Été indien (Pallavicini, Ward, Losito, Cutugno, Pierre Delanoë et Claude Lemesle)
- Moi j'ai dit non (Axton, Jackson, Pierre Delanoë et Claude Lemesle)

#### 1976
- Le Jardin du Luxembourg (Toto Cutugno, Claude Lemesle, Vito Pallavicini, en duo avec Dominique Poulain)
- Il était une fois nous deux (Pallavicini, Cutugno, Pierre Delanoë et Claude Lemesle)
- À toi (Joe Dassin, Jean Baudlot, Pierre Delanoë et Claude Lemesle)
- Le Café des trois colombes (Kartner, Pierre Delanoë et Claude Lemesle)
- Comme disait Valentine (Joe Dassin, Johnny Arthey, Pierre Delanoë et Claude Lemesle)
- Laisse-moi dormir (Harvey, Pierre Delanoë et Claude Lemesle)
- Que sont devenues mes amours? (Joe Dassin, Pierre Delanoë et Claude Lemesle)
- Les Aventuriers (Larry E. Williams, Pierre Delanoë et Claude Lemesle)

#### 1977
- La Femme idéale (Joe Dassin, Mocchetti, Pierre Delanoë et Claude Lemesle)
- La Première Femme de ma vie (Alain Goraguer, Pierre Delanoë et Claude Lemesle)
- Noisette et Cassidy (Gilles Marchal, Pierre Delanoë et Claude Lemesle)
- La Demoiselle de déshonneur (Claude Lemesle)
- Dans les yeux d'Émilie (Vivien Vallay, Yvon Ouazana, Pierre Delanoë et Claude Lemesle)
- Quand on sera deux (Morelli, Pierre Delanoë et Claude Lemesle)
- Maria (Manipoli, Pierre Delanoë et Claude Lemesle)
- Mon copain Julie (Toussaint, Pierre Delanoë et Claude Lemesle)
- Marie-Ange (Fletcher, Flett, Pierre Delanoë et Claude Lemesle)
- J'ai craqué (Alain Goraguer et Claude Lemesle)
- Petit Ballon (Joe Dassin, Alain Goraguer, Pierre Delanoë et Claude Lemesle)
- La rue Marie-Laurence (Bulanger, Pierre Delanoë et Claude Lemesle)
- Et l'amour s'en va (Pallavicini, Cutugno et Claude Lemesle)
- Le Château du sable (Vivien Vallay, Yvon Ouazana, Yvon Ouazana et Claude Lemesle)

#### 1978
- Un lord anglais (Joe Dassin,  William Sheller Pierre Delanoë et Claude Lemesle)
- Toi, le refrain de ma vie (Nash, Clarke, Hicks, Pierre Delanoë et Claude Lemesle)
- La Beauté du diable (Rich, Sherill,, Pierre Delanoë et Claude Lemesle)
- Happy birthday (Joe Dassin, Guarnieri, Pierre Delanoë et Claude Lemesle)
- La Fan (Joe Dassin, Alice Dona et Claude Lemesle)
- La vie se chante, la vie se pleure [version originale en anglais Down by the water] (Bjoerklund, Forsey, Evers, Korduletsch, Pierre Delanoë et Claude Lemesle)
- Darlin'  en anglais (Blandamer)
- Pour le plaisir de partir (Joe Dassin, Didier Barbelivien, Pierre Delanoë et Claude Lemesle)
- Côté banjo, côté violon (Joe Dassin, Cutugno, Pierre Delanoë et Claude Lemesle)
- Qu'est-ce que tu fais de moi? (Cutugno, Pierre Delanoë et Claude Lemesle)
- Sorry (Because I Love You) (Pallavicini, Guarnieri, Vasseur, Claude Lemesle et Pierre Delanoë)
- Si tu penses à moi (Bob Marley - Pierre Delanoë et Claude Lemesle)

#### 1979
- Blue Country (Tony Joe White, Pierre Delanoë et Claude Lemesle);
- Faut pas faire de la peine à John (Jim Croce, Pierre Delanoë et Claude Lemesle);
- Un baby bébé (Tony Joe White, Pierre Delanoë et Claude Lemesle);
- On se connaît par cœur (Richard Feldman et Roger Linn) , Pierre Delanoë et Claude Lemesle);
- Polk Salad Annie (en anglais, Joe Dassin et Tony Joe White)
- La Fille du shérif ](Tony Joe White, Pierre Delanoë et Claude Lemesle);
- La Saison du blues (Tony Joe White, Pierre Delanoë et Claude Lemesle);
- Joe macho (Tony Joe White, Pierre Delanoë et Claude Lemesle);
- Si je dis "Je t'aime" (Tony Joe White, Pierre Delanoë et Claude Lemesle);
- Le Marché aux puces (Joe Dassin et Claude Lemesle);
- Le Dernier Slow (Angeleri, Pierre Delanoë et Claude Lemesle)
- Tellement bu, tellement fumé (Joe Dassin, Pierre Delanoë et Claude Lemesle)
- Cotton Fields  (Joe Dassin)
- Kansas City (Jerry Leiber et Mike Stoller)

#### 1980
- Home Made Ice Cream (Tony Joe White)
- You Don't Mess Around with Jim (Jim Croce)
- My Kind of Woman (Tony Joe White)
- Promises (Richard Feldman et Roger Linn)
- High Sheriff (Tony Joe White)
- The Change (Tony Joe White)
- Lustful earl and the married woman (Tony Joe White)
- I've Got a Thing About You Baby (Tony Joe White)
- The guitar don't lie (Joe Dassin et Claude Lemesle), (Tony Joe White)
- Yellowstone Cowbear (Joe Dassin, Richelle Dassin et Julie Dassin)